# نيكسون (لاعب كرة قدم)
نيكسون (بالبرتغالية: Nixon Darlanio Reis Cardoso‏) هو لاعب كرة قدم برازيلي في مركز الهجوم، ولد في 20 يوليو 1992 في جوازيرو في البرازيل. لعب مع نادي فلامنغو.

## وصلات خارجية
- نيكسون (لاعب كرة قدم) على موقع قاعدة بيانات كرة القدم.إي يو (الإنجليزية)
- نيكسون (لاعب كرة قدم) على موقع Soccerway.com (الإنجليزية)